# A szíriai polgárháború polgári felkelési szakasza
A szíriai polgárháború felkelési szakasza 2011. március és július 28. között a tüntetések korai szakasza volt, melyre a Szíriai Arab Köztársaság hivatalai véres bevetésekkel reagáltak. A felkelés során elsősorban demokratikus reformokat, követeltek. Kisebb, elszórt tüntetések már 2011. januárjától voltak, melyek márciustól lettek sokkal szélesebb körűek.
A felkelés fontos jellemzője volt a baaszista Bassár el-Aszad vezette kormány elleni tüntetések sorozata, nagymértékű letartóztatásokra került sor, gyakoriak voltak a rendőri és a katonai erőszakos cselekmények, aminek a következtében több száz áldozat lett, és több ezren megsebesültek.
Annak ellenére, hogy Bassár el-Aszad megleckéztette a felkelőket, és egyik oldalt cenzúrázott, másik oldalt engedményeket adott, április végére világossá vált, hogy a helyzet kicsúszik az ellenőrzése alól, a szíriai kormány pedig több száz főnyi hadsereget vezényelt az utcákra.
A polgári felkelési szakasz alkalmat biztosított arra, hogy kinőjenek az ellenzéki katonai mozgalmak, nagy számban elhagyják az emberek a Szíriai Hadsereget, így a polgári felkelésből hamarosan kinőtt a fegyveres lázadás, majd egy teljes körű polgárháború. A felkelői Szabad Szíriai Hadsereget 2011. július 29-én hozták létre, és ezzel vette kezdetét a fegyveres felkelés.

## Előzmények
2011. március közepe előtt Szíriában az arab világon végigsöprő tiltakozáshullámhoz hasonlítva visszafogottak voltak a tüntetések. 2011. márciusig Szíria túlságosan is nyugodt volt, mert a titkos rendőrség gyakran letartóztatta a kritikus polgárokat.
A Szíriában kialakult feszültség mögött több tényező is meghúzódik. Ezek közé tartozik az Irakkal régóta fennálló ellentét és a régióban valaha feljegyzett legnagyobb szárazság.
Kisebb, kormányzati reformokat sürgető tüntetések már január eleje óta voltak, melyek márciusig folytatódtak. Az egyiptomi elnök, Hoszni Mubárak ellen engesztelhetetlen tüntetésekre került sor, február 3-án pedig a Facebookon és a Twitteren meghirdették a "Düh Napját", melyet Bassár el-Aszad kormányzata ellen terveztek február 4-re. Ennek hatására nem indultak tüntetések. A hírek szerint Mubárak február 11-i megbuktatásának estéjén egy damaszkuszi híd alatt a következő szöveget lehetett olvasni: „Most te jössz, Doktor!” Ezzel Bassár el-Aszadra utaltak, aki polgári foglalkozása szerint praktizáló szemorvos volt.

## Polgári felkelés (2011. március–július)

### 2011. márciusi zavargások

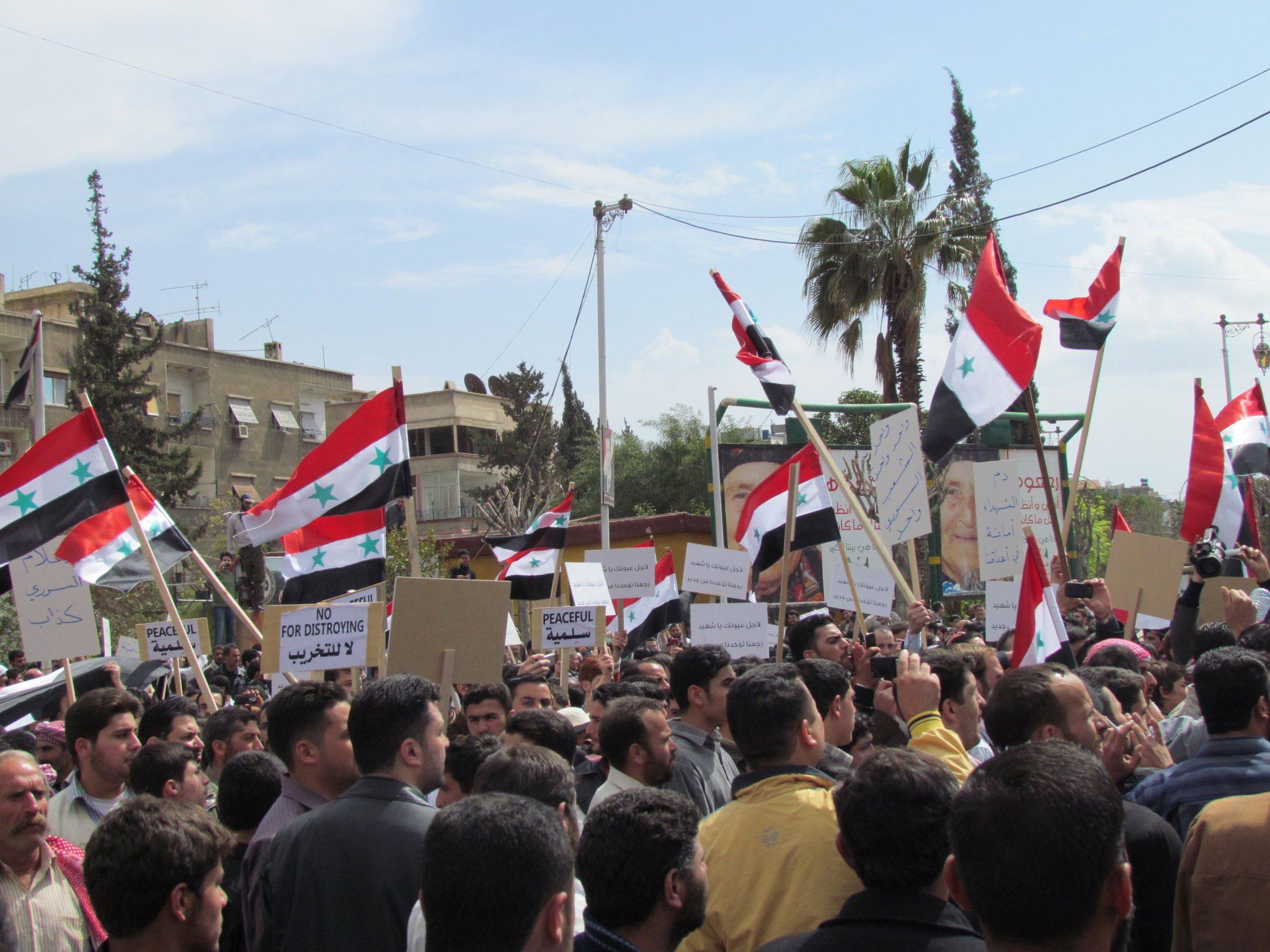
Kormányellenes demonstráció Dúmában, Damaszkusz egyik külvárosában 2011. április 8-án.

A nagyobb zavargások március 15-én kezdődtek Damaszkuszban Aleppóban, délen pedig Darában, mely területet néha „a forradalom bölcsőjének” neveznek. A tüntetések mögött az állt, hogy 15 fiatal, prominens családból származó tanulót bebörtönöztek, akiknek az volt a bűnük, hogy kormányellenes graffitiket írtak Damaszkusz falaira. Ezek között volt az is, hogy „Az emberek a rezsim bukását akarják.” Ez volt az arab tavasz jelmondata.
A demonstrálók összecsaptak a helyi rendőrökkel, a helyzet pedig a pénteki ima után eszkalálódott. Ekkor a biztonsági erők vízágyukkal és könnygázzal majd éles lövedékekkel megtámadták a felkelőket az Omari mecsetnél Darában, ahol négy embert megöltek.
Március 20-án a nép felgyújtotta a Baasz Párt központját és több más középületet. A biztonsági erők gyorsan reagáltak, éles lőszerrel lőttek a tömegbe, és megtámadták a demonstrálók gyülekezési pontjait. A kétnapos összecsapásban hét rendőr és tizenöt tüntető meghalt.
Eközben az ország más részein is kisebb tüntetések alakultak ki. A tüntetők a politikai foglyok szabadon engedését, a Szíriában 48 éve érvényben lévő szükségállapot megszüntetését, több szabadságot és a mindent ellehetetlenítő kormányzati korrupció felszámolását követelték. Ez vezetett a március 18-án pénteken megtartott „Méltóság Napja” rendezvényhez, ami során több városban is tüntetések törtek ki, melyek között ott volt Banias, Damaszkusz, Haszaka, Daraa, Dajr ez-Zaur, és Hamá is. A rendőrök könnygázt, vízágyút vetettek be a tüntetéseken, és több embert megvertek. Legalább 6 ember meghalt, és többen megsebesültek.
Március 25-én országos szinten is kiterjedtek a tüntetések, mikor a tüntetők a pénteki ima után fellázadtak. A jelentések szerint a biztonsági erők legalább 20 embert megöltek. A tüntetések más városokra is átterjedtek, Homsz, Hamá, Banijasz, Aleppó és Latakia területére is. A hírek szerint összesen mintegy 70 tüntetőt öltek meg.

### Megleckéztetés

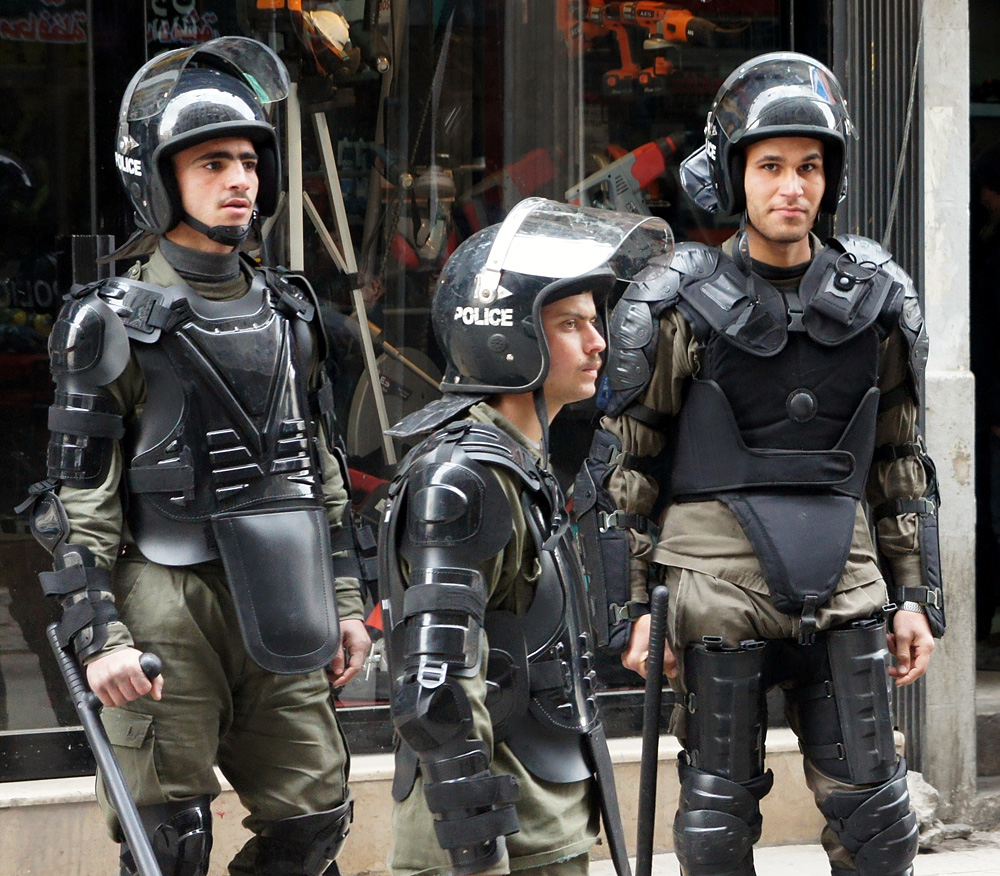
Rohamrendőrök Damaszkuszban

A szíriai kormány még a tüntetések megkezdése előtt több politikai disszidenst és emberi jogi aktivistát letartóztatott, akik közül többeket az Aszad kormány tagjai „terroristának” bélyegeztek. 2011. február elején a hatóságok több aktivistát is letartóztattak, akik között ott voltak Ghassan al-Najar, Abbas Abbas, és Adnan Mustafa politikai vezetők is.
A rendőrség és a biztonsági erők erőszak alkalmazásával válaszoltak, de ezúttal nem csak könnygázt és vízágyút, hanem éles lőszert is bevetettek.
A felkelés megindulásával a szíriai kormány egy letartóztatási hullámba kezdett, melynek során jogászok, aktivisták és külföldi emberi jogi csoportok szerint több tízezer embert őrizetbe vettek. A felkelésre válaszul a szíriai törvényeket úgy módosították, hogy a rendőrség és a többi 18 biztonsági erő is nyolc napra előzetes figyelmeztetés nélkül bárkit őrizetbe vehet. A letartóztatásoknak két nagy célcsoportja volt: a politikai aktivisták valamint azon városok fiú és férfi lakossága, melyeket a Szíriai Hadsereg be akart keríteni. Sokan arról számoltak be, hogy rosszul bántak velük. Sok embert szűk termekben tartottak fogva, és kis mennyiségű ellátmányt kaptak. 2012. július 3-án a Human Rights Watch jelentése legalább 27 kínzóközpontot tárt fel.
Aszad elnök szerint az ellenzék a takriffi szélsőséges iszlám csoport terrorista részlegei, és azt mondta, ő maga a legmegbízhatóbb garancia arra, hogy világi kormánya legyen az országnak. Mivel április elején nagy létszámban küldtek biztonsági erőket Latakiába, ezzel megakadályozták, hogy sátortáborokat verjenek. Több városban blokádokat állítottak fel, hogy ezzel gátolják a tüntetők mozgását. Ennek ellenére széles körű megmozdulás volt egész hónapban Daraa, Banjász, Kamisli, Homsz, Dúma és Haraszta térségében is.

### Engedmények
Márciusban és áprilisban a tüntetések visszafogására tett kísérletként a kormány politikai reformokra és irányváltásra szánta el magát. A hatóságok csökkentették a kötelező sorkatonai szolgálat hosszát, és a korrupció visszaszorítása érdekében leváltották Dara kormányzóját. A kormány bejelentette, hogy több politikai foglyot szabadon enged, csökkenti az adókat, emeli a közalkalmazottak bérét, nagyobb sajtószabadságot biztosít, és növeli a munkalehetőségeket. Több bejelentett reformot soha nem ültettek át a való életbe.
A többségében alaviták közül kikerülő kormánytöbbség pár engedményt nyújtott a többségi szunnita és néhány kisebbségi csoport részére. A hatóságok feloldottak egy tiltást, mely alapján a tanárok nem viselhettek nikábot és mely bezárta az ország egyetlen kaszinóját. A kormány több ezer szíriai kurdnak biztosította az állampolgárságot, akiket azelőtt „külföldiekként” kezeltek. Bahrein példáját követve a szíriai kormány is egy kétnapos nemzeti megbeszélési kísérletet tartott, hogy enyhítse a válságot. A megbeszélés lehetőséget adott arra, hogy megtárgyalják a demokratikus reformokat és más fontos kérdéseket, de az ellenzék és a tüntetők képviselői a tüntetőket ért folyamatos utcai retorziók matt visszautasították, hogy részt vegyenek a megbeszéléseken.
A tüntetőknek ezen felül népszerű követelése volt a majdnem 50 éve érvényben lévő szükségállapot felszámolása. A szükségállapotra hivatkozva igazolták az önkényes letartóztatásokat, és erre hivatkozva tiltották be a politikai ellenzék tevékenységét. Több hétnyi tárgyalás után Aszad elnök április 21-én aláírta a rendeletet, mellyel véget vetett az országban uralkodó szükségállapotnak. A tüntetések áprilisban tovább folytatódtak mert az aktivisták nem voltak megelégedve azzal, ami szerintük csak Aszad homályos ígérgetése.

### Katonai beavatkozások

#### 2011. április

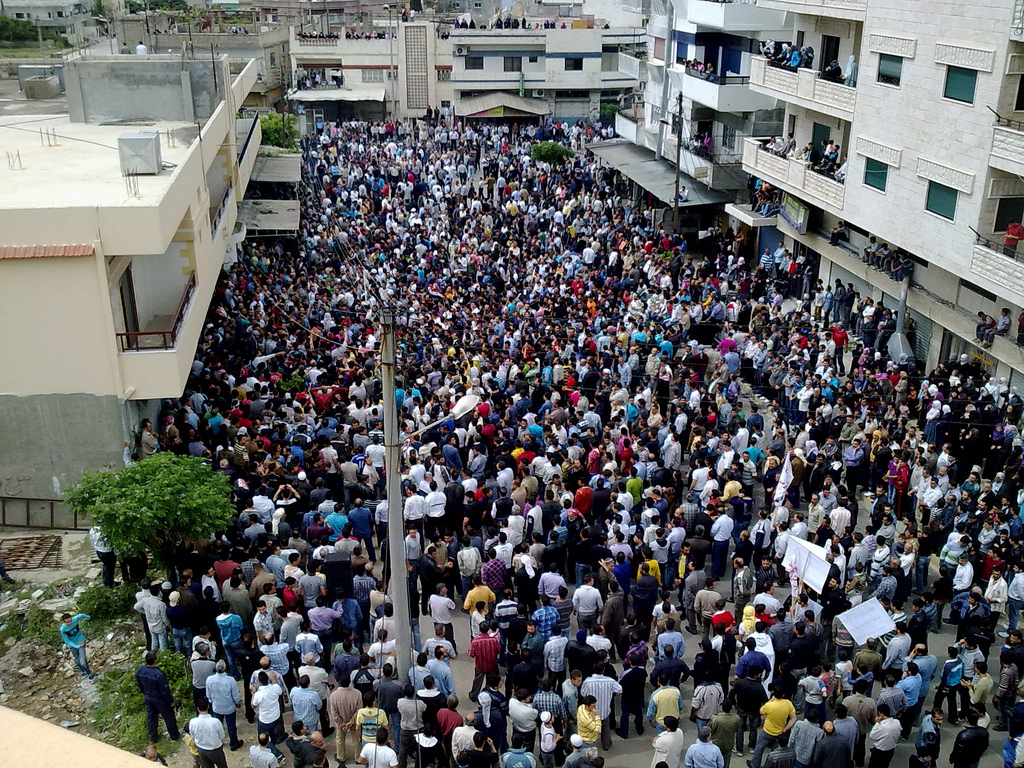
Ellenzéki tüntetés Banijaszban.

A tüntetések folytatódásával a szíriai kormány nagyobb katonai erők bevetése mellett döntött, hogy elnyomják a felkelést, ezzel a felkelés egy új szakasza indult meg. Április 25-én Darát, a tüntetések központját körbevette a Szíriai Hadsereg. A becslések szerint pár száz és 6000 közötti katonát küldtek a területre, ahol éles lőszerrel lőtték a felkelőket, a házakat egyesével végig járták, ahol tüntetőket kerestek, több száz embert letartóztattak. Először vetettek be a demonstrálók ellen tankokat, a tetőket pedig mesterlövészek foglalták el. A demonstrálók a mecseteket használták fő hadiszállásként. A szervezőket többen is célba vették. A biztonsági erők elkezdték elzárni a vizet, megszakították a telefonos összeköttetést, a lisztet és az egyéb élelmiszerszállítmányokat pedig megdézsmálták. A közrendvédelmiek és a fegyvereseket, disszidált katonákat is maguk között tudó felkelők közötti összecsapásban több százan meghaltak. Május 5-re a legtöbb tüntetést elnyomták, a hadsereg pedig megkezdte a kivonulást Darából, és cask a rend fenntartásához szükséges erőket állomásoztatták itt.

#### 2011. május
A darai felkelés leverése közben a Szíriai Hadsereg több várost is blokád alá vett Damaszkusz környékén. Májusban a daraihoz hasonló helyzetről érkeztek hírek a többi ostrom alatt álló városból is, így Banijaszból, Talkalahból, Homszból, Latakiából és több más városból. Az ostromok végeztével az elkövetkező hónapokban folyamatosan elnyomták a még meglévő felkelések csíráit. Május 24-ig 1062 ember nevét jegyezték fel a Szíriai Emberi Jogi Szervezetnél, akiket az április közepi felkelés óta megöltek.

#### 2011. június–július
Ahogy egyre inkább előre haladt a felkelés, a tüntetők egyre jobban fel lettek fegyverkezve, és szervezettebbek lettek. 2011. szeptemberéig két vezető katonai vagy biztonsági vezető állt át az ellenzék oldalára. Néhány elemző szerint a dezertálások arra utalnak, hogy meggyengült Aszad belső köre.
Első ízben indult fegyveres felkelés 2011. június 4-én Dzsiszr as-Szugúrban Idlib kormányzóságban a török határ mentén. A feldühödött tüntetők lőni kezdtek egy épületet, ahonnét korábban a biztonságiak lőttek egy temetkezési felvonulást. Miközben a tüntetők megszállták a rendőrséget és megszerezték az ottani fegyvereket, nyolc rendfenntartót megöltek. A következő napokban folytatódtak a felkelők és a tüntetők közötti összecsapások. A biztonsági erők több tagja is dezertált, miután a titkosrendőrök és a titkos ügynökök olyan katonákat végeztek ki, akik előtte megtagadták, hogy civilekre lőjenek. Június 6-án szunnita milicisták és felfegyverzett emberek ütöttek rajta a biztonsági erők egyik csoportján, minek következtében a kormány nagy ellentámadást indított. A tömeggyilkosságtól való félelmükben felkelők és dezertőrök lépték át a török határt, amiben 10 000 lakos is követte őket.
2011. júniusban és júliusban folytatódtak a tüntetések, a kormányerők kiszélesítették a műveleti területüket, állítólag tüntetőkre lőttek, tankokat vetettek be, és több embert letartóztattak. Június elején körülvették Rasztant és Talbíszét valamint Maarat al-Numaan környékét. Június 30-án nagy tüntetés tört ki Azsad kormánya ellen Aleppóban, Szíria legnagyobb városában. Július 3-án szíriai tanokat küldtek Hamába, két nappal azután, hogy megtartották a legnagyobb Aszad-ellenes tüntetést.
A felkelés az első hat hónapjában szinte érintetlenül hagyta az ország két legnagyobb városát, Damaszkuszt és Aleppót. A két város főterein több százezer fős, a kormányt támogató összejöveteleket tartottak.

## Következmények
Július 29-én egy csoport elbocsátott tisztviselő bejelentette a Szabad Szíriai Hadsereg megalapítását. A Szíriai Fegyveres Erők volt tagjaiból összeállt csapat fő céljának Bassár el-Aszad leváltását tűzte ki. Augusztus 23-án megalapították a szervezet politikai pártját, a Szíriai Nemzeti Tanácsot.

## Jelentések, cenzúrázás, propaganda
A konfliktusról való tudósítás és az innét történő jelentésküldés már a kezdetek óta bonyolult volt. Az újságírókat megtámadták, őrizetbe vették, a jelentések szerint megkínozták őket, többüket megölték.  A szíriai kormány szabotálta a technikai eszközeiket (internet, telefon stb.) A konfliktusban részt vevő mindkét fél megpróbálta a másik felet alkalmatlannak beállítani, amihez negatív jelzőket használtak, állításaikhoz pedig megpróbáltak valótlan bizonyítékokat gyártani.